# Аксёнов, Дмитрий Алексеевич
Дмитрий Алексеевич Аксёнов (род. Тополиное) — российский борец вольного стиля, бронзовый призёр чемпионата России 2017 года, призёр всероссийских турниров, мастер спорта России. Живёт в Республике Саха (Якутия), которую и представляет на всероссийских соревнованиях. Выступает в легчайшей весовой категории (до 57 кг). Член сборной команды России по борьбе с 2017 года. Наставником Аксёнова является Владимир Кириллин.

## Спортивные результаты
- Турнир на призы Александра Медведя 2014 года — ;
- Мемориал Дмитрия Коркина 2015 года — ;
- Чемпионат России по вольной борьбе 2017 года — ;
- Чемпионат мира среди военнослужащих 2018 года — ;